# Sylva (fiume)
La Sylva (in russo Сылва?) è un fiume della Russia europea orientale (Territorio di Perm' e oblast' di Sverdlovsk), affluente di sinistra della Čusovaja (bacino idrografico della Kama), tributario del bacino artificiale della Kama.
Il fiume ha origine sul versante occidentale degli Urali centrali; scorre dapprima in direzione occidentale e sud-occidentale, poi svolta a nord-ovest. Attraversa la città di Kungur e sfocia nella baia Čusovskaja del bacino artificiale della Kama. Il fiume ha una lunghezza di 493 km, il suo bacino è di 19 700 km². Il corso del fiume è molto tortuoso, la corrente è moderata, nei corsi inferiori è calma. I maggiori affluenti sono: Barda (lungo 209 km), Šakva (1674 km) provenienti dalla destra idrografica, Iren' (214 km) e Vogulka (113 km) dalla sinistra.